# Pressão intracraniana
Pressão intracraniana (PIC) é  pressão exercida pelo crânio sobre o tecido cerebral, fluido cerebroespinhal e sangue circulante do cérebro. A PIC decorre da compressão exercida nas paredes da caixa craniana devido as alterações no volume das estruturas do encéfalo e tem uma variação fisiológica de 5 a 15 mmHg e reflete a relação entre o conteúdo da caixa craniana e o volume do crânio.